# Hans Nordahl
Hans Nordahl (ur. 29 kwietnia 1918 w Kristianii, zm. 15 sierpnia 1993 w Oslo) – norweski piłkarz występujący na pozycji pomocnika lub napastnika, reprezentant Norwegii w latach 1938–1954.

## Kariera klubowa
Przez cały okres trwania kariery na poziomie seniorskim (1938–1960) związany był z klubem Skeid Fotball z rodzinnego Oslo. Nosił przydomek boiskowy Hansern. Dysponował silnym i precyzyjnym strzałem z prawej nogi, co pozwalało mu zdobywać wiele bramek z rzutów wolnych. Według szacunków rozegrał dla Skeid Fotball 544 spotkania we wszystkich rozgrywkach, w których strzelił ponad 200 goli. W jego barwach wygrał pięciokrotnie Puchar Norwegii w latach 1947, 1954, 1955, 1956 i 1958. Jest najstarszym zawodnikiem, który zdobył to trofeum - w 1958 roku podczas meczu finałowego przeciwko Lillestrøm SK (1:0) miał 40 lat i 173 dni.

## Kariera reprezentacyjna
2 października 1938 zadebiutował w reprezentacji Norwegii w wygranym 3:2 meczu ze Szwecją w ramach Mistrzostw Nordyckich, w którym zdobył gola. Ogółem w latach 1938–1954 rozegrał w drużynie narodowej 18 oficjalnych spotkań, w których strzelił 8 bramek.

### Bramki w reprezentacji
| LP | Data                 | Miejsce                            | Przeciwnik | Bramka | Rezultat | Ranga meczu                       |
| -- | -------------------- | ---------------------------------- | ---------- | ------ | -------- | --------------------------------- |
| 1. | 2 października 1938  | Råsundastadion, Solna              | Szwecja    | 3:1    | 3:2      | Mistrzostwa Nordyckie 1937–1947   |
| 2. | 23 października 1938 | Stadion Wojska Polskiego, Warszawa | Polska     | 1:0    | 2:2      | Mecz towarzyski                   |
| 3. | 16 czerwca 1946      | Ullevaal Stadion, Aker             | Dania      | 1:0    | 2:1      | Mecz towarzyski                   |
| 4. | 28 czerwca 1946      | Brann Stadion, Bergen              | Finlandia  | 7:0    | 12:0     | Mecz towarzyski                   |
| 5. | 28 czerwca 1946      | Brann Stadion, Bergen              | Finlandia  | 11:0   | 12:0     | Mecz towarzyski                   |
| 6. | 19 października 1952 | Idrætsparken, Kopenhaga            | Dania      | 2:1    | 3:1      | Mistrzostwa Nordyckie 1952–1955   |
| 7. | 27 września 1953     | Ullevaal Stadion, Oslo             | Holandia   | 2:0    | 4:0      | Mecz towarzyski                   |
| 8. | 22 listopada 1953    | Volksparkstadion, Hamburg          | NRD        | 1:0    | 1:5      | Eliminacje Mistrzostw Świata 1954 |

## Życie prywatne
Miał dziesięcioro rodzeństwa. W latach 1950–1968 pracował jako kierownik kompleksu sportowego Skeid Fotball. W 2012 roku jego imieniem nazwano jedną z ulic w dzielnicy Oslo Sagene.

## Sukcesy
Skeid Fotboll
- Puchar Norwegii: 1947, 1954, 1955, 1956, 1958